# Serjania salzmanniana
Serjania salzmanniana är en kinesträdsväxtart som beskrevs av Diederich Franz Leonhard von Schlechtendal. Serjania salzmanniana ingår i släktet Serjania och familjen kinesträdsväxter. Inga underarter finns listade i Catalogue of Life.